# Solway Firth Spaceman
El Solway Firth Spaceman (también conocido como el Solway Spaceman y como Cumberland Spaceman) se refiere a una figura vista en una fotografía tomada en 1964 por el bombero, fotógrafo e historiador Jim Templeton (13 de febrero de 1920 – 27 de noviembre de 2011). La famosa foto fue tomada en Burgh Marsh, situada cerca de Burgh by Sands, con vista a Solway Firth en Cumbria, Inglaterra. Templeton afirmó que al fondo de la fotografía se puede ver una figura usando una especie de traje espacial e insistió en que él no vio a nadie cuando fue tomada. La imagen fue ampliamente publicada en varios periódicos contemporáneos y llamó la atención de especialistas en ufología. Análisis posteriores mostraron que la figura era probablemente la esposa del fotógrafo, de pie con la cámara a su espalda, con un vestido azul claro debido a la sobreexposición de la fotografía

## Fotografía
El 23 de mayo de 1964, Jim Templeton, un bombero de Carlisle, Cumberland (ahora parte de Cumbria), tomó tres fotografías de su hija de 5 años durante un viaje a Burgh Marsh. Templeton dijo que las únicas personas en los pantanos ese día eran una pareja de ancianas sentadas en un auto al borde del pantano. En una carta al Daily Mail en 2002, Templeton declaró: "Tomé tres fotografías de mi hija Elizabeth en una pose similar - y me impactó ver que a la mitad de la foto se mostraba lo que parecía ser un hombre del espacio al fondo". Templeton insistió en que él no vio la figura hasta después de que las fotografías fueron reveladas, y analistas de Kodak confirmaron que la fotografía es real.
De acuerdo al periodista y escritor David Clarke, de la Sheffield Hallam University, el hombre espacial es probablemente la esposa de Templeton, Annie, quien estaba presente en ese viaje y es vista en otras fotografías tomadas ese día. "Pienso que por alguna razón su esposa se cruzó en la toma y él no la vio porque, con esa cámara en particular, sólo es posible ver el 70% de la toma en el visor", declaró Clarke. Annie estaba usando un vestido azul pálido ese día, el cual fue sobreexpuesto como blanco en las fotos tomadas. Ella también tenía cabello oscuro. Usando un software de fotografía para oscurecer la imagen y corregir el horizonte, el hombre del espacio parece la figura de una persona normal vista por detrás.

## Publicidad
Templeton dijo a reporteros: "Llevé la foto a la policía de Carlisle, y ellos, después de muchas dudas, la examinaron y declararon que no había nada de sospechoso en ella. El periódico local, el Cumberland News, tomó la historia y en algunas horas ya estaba en todo el mundo. La imagen no es falsa, y yo estoy tan sorprendido como cualquiera con la extraña figura que se ve al fondo. A lo largo de cuatro décadas la imagen ha sido de dominio público, he recibido miles de cartas de todo el mundo con varias ideas y sugerencias. La mayoría de ellas carecen de sentido".
Templeton declaró que fue visitado después de que la fotografía fuera tomada por dos hombres que decían trabajar para el gobierno, quienes se negaron a mostrar identificación. Templeton dijo: "Ellos dijeron que trabajaban para el gobierno y que sólo se identificaban mediante un número." Después de llevarlos al sitio donde la fotografía fue tomada, Templeton dijo que cuando les explicó que no había visto a la figura que aparece en la imagen, los hombres se enfadaron, se dirigieron a su auto y se fueron, dejándolo solo.
En una entrevista de BBC Look North y en una carta a The Daily Mail, Templeton dijo que un misil Blue Streak que fue lanzado al Woomera Test Range en Australia había sido abortado porque las figuras de dos hombres grandes fueron vistas en el campo de tiro. Templeton alegó que, más tarde, técnicos vieron su fotografía en un periódico australiano y declararon que las figuras eran exactamente las mismas. Sin embargo, David Clarke ha cuestionado esta posibilidad.
En respuesta a una petición de ufólogos para determinar si la imagen era de interés para las autoridades, un oficial británico del Ministro de Defensa dijo que la fotografía de Templeton no era de su interés.